# Flintüveg

Akromatikus lencse flintüveggel és koronaüveggel

Flintüvegnek a fénytani üvegek egyik fajtáját nevezik — régebben „flintaüvegnek” is hívták, de ez a magyarosított alak a használatból kikopott. A szó angolszász eredetű: flint jelentése tűzkő, kovakő, kvarc-kavics.

## Fizikai tulajdonságai
Olyan, a többi fénytani üveghez hasonlóan különlegesen tiszta és homogén anyagú üveg, amelynek törésmutatója 1,613–1,752, más forrás szerint 1,57–1,75, nagyobb, mint a koronaüvegé (1,52–1,62). Diszperziója < 50 (a koronaüvegé > 55), fajlagos sűrűsége 2,325–3,8 g/cm³.

## Kémiai összetétele
Ezeket a közönséges táblaüvegétől jelentősen különböző tulajdonságokat úgy érik el, hogy az üvegmasszához nehézfémek (a leggyakrabban ólom, ritkábban bárium vagy más fémek) oxidjait, illetve sóit adagolják.
Egyes fajtáinak kémiai összetétele Knapp Oszkár 1940-ben kiadott munkája szerint:
- közönséges flintaüveg (SiO2: 46%;	Na2O: 2%; K2O: 8%; PbO: 44%)
- baritflint üveg (SiO2: 44%; K2O: 8%; PbO: 38%; ZnO: 3%; 	BaO: 7%)

## Története
Már a 18. században nyilvánvalóvá vált, hogy az optikai eszközökben használt lencsék leképezési hibáinak csökkentéséhez nagy törésmutatójú, igen tiszta, homogén és stabil minőségű üvegre van szükség, ezért az évszázad végén a Francia Akadémia 10 000 frank pályadíjat tűzött ki ilyen üveg gyártási eljárásának kidolgozására. A feladatot elsőként Pierre-Louis Guinand svájci feltalálónak sikerült megoldania, ám ő 1816-ban meghalt anélkül, hogy eljárását szabadalmaztatta vagy akár csak leírta volna.
A Choisy-le-Roiban működő Thibeaudeaux és Bontemps kristályüveg manufaktúra (személyesen Georges Bontemps) és Noël-Jean Lerebours párizsi optikus Guinand fiát, M. Guinand-t szerződtette apja eljárásainak rekonstruálására. A munka elég lassan haladt, mert az ifjabb Guinand se ismerte az összes műszaki fogást, és csak hosszas kísérletezés után ért célhoz; az akadémiai pályadíjat csak 1837-ben nyerte el. A gyártási eljárást Bontemps-ról nevezték el.

## A Bontemps-eljárás
A lehető legtisztább nyersanyagokat egytégelyes kemencében olvasztják össze. Eközben a fajsúly szerinti rétegződés megakadályozására a masszát kavarják egy olyan vasrúddal, amelynek a végére agyaghengert tesznek. A teljesen megolvadt és megtisztult az üveget hűlés közben tovább kavarják addig, amíg elég sűrű nem lesz. A hengert ezután eltávolítják, és a megmerevedő üveget több napig hűlni hagyják. Ezután a tégelyt levésik az üvegkúpról. Hűlés közben az üvegkúp rendszerint megreped, és ritkán kerülnek ki belőle olyan darabok, amelyekből nagyobb lencséket lehet csiszolni. Az üvegkúpot úgy vágják szét, hogy minél nagyobb ép darabok kerüljenek ki belőle. Az üvegdarabokat a lencse alakjának megfelelő, mészporral behintett agyagmintákban felhevítik. A megpuhult üveget a mintába nyomják, és hagyják lassan lehűlni. Ezeket a durván formált lencséket csiszolják és polírozzák. Az üveg csiszolásához az elkészíteni kívánt lencse alakjának megfelelően domború rézkorongokat, illetve homorú rézcsészéket használnak. Az üveget szurokkal ragasztják a csészére vagy a korongra.